# 아실-CoA

아실-CoA의 일반적인 화학 구조. 여기서 R은 지방산 곁사슬이다.

아실-CoA(영어: acyl-CoA) 또는 아실 조효소 A(영어: acyl coenzyme A) 또는 지방산 아실-CoA(영어: fatty acyl-CoA)는 지방산의 아실기와 조효소 A가 결합한 화합물로 지방산의 대사에 관여하는 대사 중간생성물이다. 아실-CoA는 지방산의 β 산화에서 분해되어 아세틸-CoA를 생성한다. 아세틸-CoA는 시트르산 회로로 들어가 분해되는 과정에서 ATP 및 NADH, FADH2를 생성한다. 이러한 방식으로 지방은 보편적인 생화학적 에너지 운반체인 ATP로 전환된다.

## 기능

### 지방산의 활성화
지방산의 지방산 아실-CoA로의 전환은 지방산 아실-CoA 합성효소에 의해 촉매되는 2단계 과정이다. 먼저, 지방산은 ATP와 반응하여 지방산 아실-아데닐산을 형성한다. 지방산 아실-아데닐산은 이어서 반응하여 지방산 아실-CoA를 생성한다.
지방산 + CoA + ATP ⇌ 아실-CoA + AMP + PPi
지방산은 세포질에서 활성화되지만, 지방산의 산화는 미토콘드리아에서 일어난다. CoA 부가물에 대한 운반체 단백질이 없기 때문에 아실기는 카르니틴을 포함하는 왕복통로 시스템을 통해 미토콘드리아로 들어간다.
아실-CoA는 아실-CoA 생성효소라고 불리는 효소에 의해 생성되는데 여기에는 3가지 다른 길이의 아실-CoA를 만들 수 있는 3가지 다른 종류의 아실-CoA 생성효소가 있다. 예를 들어, 중간사슬 아실-CoA 생성효소는 탄소 수가 4~11개인 지방산에 작용하여 4~11개의 탄소를 가지는 아실-CoA를 생성한다. 다른 종류의 아실-CoA 생성효소는 탄소 수가 11~20개인 지방산에 작용하여 11~20개의 탄소를 가지는 아실-CoA를 생성한다. 이들 반응에서 ATP는 두 단계 반응으로 AMP를 생성하기 때문에 아실-CoA를 만들기 위한 반응은 열역학적으로 유리하며, 자발적인 반응이다. 아실-CoA 싸이오에스터레이스라 불리는 효소는 아실-CoA 생성효소와 반대되는 작용을 한다. 아실-CoA 싸이오에스터레이스는 아실-CoA를 지방산과 CoA로 전환시키는데, 다시 말해, 아실-CoA를 분해하여 지방산을 비활성화시킨다.

## 임상적 중요성
심장 근육은 에너지 생성을 위해 지방을 일차적으로 대사하고 아실-CoA는 초기 심장 근육의 펌프 장애에서 중요한 분자로 확인되었다.
세포질의 아실-CoA 함량은 인슐린 저항성과 관련이 있으며, 비지방 조직에서 지질 독성을 매개할 수 있다고 제안되었다. 아실-CoA:다이아실글리세롤 아실트랜스퍼레이스(DGAT)는 트라이글리세라이드 생합성의 핵심 효소로 에너지 대사에서 중요한 역할을 한다. 간과 장의 지방조직에서 아실-CoA:다이아실글리세롤 아실트랜스퍼레이스(DGAT)의 활성 수준과 트라이글리세라이드의 합성의 상관 관계는 비교적 명확하다. 또한 활성 수준의 변화는 인슐린 감수성과 에너지 항상성에 변화를 일으킬 수 있다.
다중 아실-CoA 탈수소효소 결핍증(MADD)이라고 불리는 희귀 질환은 지방산 대사에 장애가 있는 질환이다. 아실-CoA 탈수소효소는 아실-CoA를 지방산의 β 산화 대사 중간생성물로 만들기 때문에 중요하며, 이는 지방산을 활성화시켜 대사되도록 한다. 이러한 지방산의 β 산화 과정이 제대로 대사되지 않으면, 많은 다른 증상들을 유발한다. 이와 같은 대사 이상은 심근증, 간질환과 같은 심각한 증상들과 일시적인 대사 분해, 근육 약화, 호흡 부전과 같은 증상들을 유발할 수 있다. 이는 ETFA, ETFB 및 ETFDH 유전자 돌연변이에 의한 유전 질환이다. 다중 아실-CoA 탈수소효소 결핍증은 양쪽 부모로부터 열성 유전자를 하나씩 받아야 하기 때문에 상염색체 열성 유전 질환으로 알려져 있다.

## 같이 보기
- 아세틸-CoA
- β 산화
- 조효소 A (CoA)
- 아실-CoA 탈수소효소
- 지방산 대사